# Aurora Basket Jesi 2006-2007
L'Aurora Basket Jesi 2006-2007, sponsorizzata Fileni, ha preso parte al campionato professionistico italiano di Legadue.

Da questa stagione il club ha abbandonato i colori giallo-verdi (presenti da 15 anni) per tornare ad indossare quelli arancio-blu, che già appartenevano all'Aurora all'epoca della sua fondazione.

## Verdetti
- Legadue:
  - stagione regolare: 8º posto su 16 squadre (14-16);
  - playoff: eliminazione in semifinale contro Pavia (2-3);

## Roster
| Giocatori |
| --------- |

|    | Naz.                                               | Ruolo | Sportivo           | Anno | Alt. | Peso |  |
| -- | -------------------------------------------------- | ----- | ------------------ | ---- | ---- | ---- |  |
| 5  | Italia (bandiera)                                  | C     | Michele Maggioli   | 1977 | 212  | 114  |  |
| 6  | Argentina (bandiera) · Italia (bandiera)           | G     | Juan Marcos Casini | 1980 | 190  | 77   |  |
| 9  | Italia (bandiera)                                  | P     | Alberto Rossini    | 1969 | 192  | 87   |  |
| 10 | Stati Uniti (bandiera) · Italia (bandiera)         | P     | Michael Slattery   | 1985 | 181  | 79   |  |
| 14 | Turks e Caicos (bandiera) · Regno Unito (bandiera) | C     | Rodger Farrington  | 1976 | 200  | 90   |  |
| 15 | Stati Uniti (bandiera)                             | G     | Brion Rush         | 1984 | 186  | 80   |  |
| 18 | Italia (bandiera)                                  | AC    | Giacomo Eliantonio | 1988 | 205  | 99   |  |

| Staff tecnico                     |
| --------------------------------- |
| Allenatore: Slobodan Subotić      |
| dal 15 dicembre Andrea Capobianco |
| Assistente: Luca Ciaboco          |

| Giocatori acquisiti a stagione in corso |
| --------------------------------------- |

|    | Naz.                                       | Ruolo | Sportivo                        | Anno | Alt. | Peso |  |
| -- | ------------------------------------------ | ----- | ------------------------------- | ---- | ---- | ---- |  |
| 7  | Stati Uniti (bandiera) · Belgio (bandiera) | PG    | Ryan Hoover dal 10 novembre     | 1974 | 187  | 83   |  |
| 20 | Italia (bandiera)                          | C     | Davide Cantarello dal 2 gennaio | 1968 | 214  | 110  |  |
| 11 | Paraguay (bandiera) · Italia (bandiera)    | A     | Bruno Zanotti dal 28 marzo      | 1982 | 197  | 94   |  |

| Giocatori ceduti a stagione in corso |
| ------------------------------------ |

|    | Naz.                                      | Ruolo | Sportivo                              | Anno | Alt. | Peso |  |
| -- | ----------------------------------------- | ----- | ------------------------------------- | ---- | ---- | ---- |  |
| 20 | Stati Uniti (bandiera)                    | GA    | Dennis Stanton fino al 20 novembre    | 1982 | 191  | 86   |  |
| 8  | Italia (bandiera)                         | G     | Federico Zambrini fino al 18 dicembre | 1985 | 193  | 92   |  |
| 17 | Italia (bandiera) · San Marino (bandiera) | A     | Flavio Bottiroli fino al 23 marzo     | 1977 | 198  | 92   |  |

Legaduebasket: Dettaglio statistico